# Canavalia dictyota
Canavalia dictyota är en ärtväxtart som beskrevs av Charles Vancouver Piper. Canavalia dictyota ingår i släktet Canavalia och familjen ärtväxter. Inga underarter finns listade i Catalogue of Life.